# Pertita

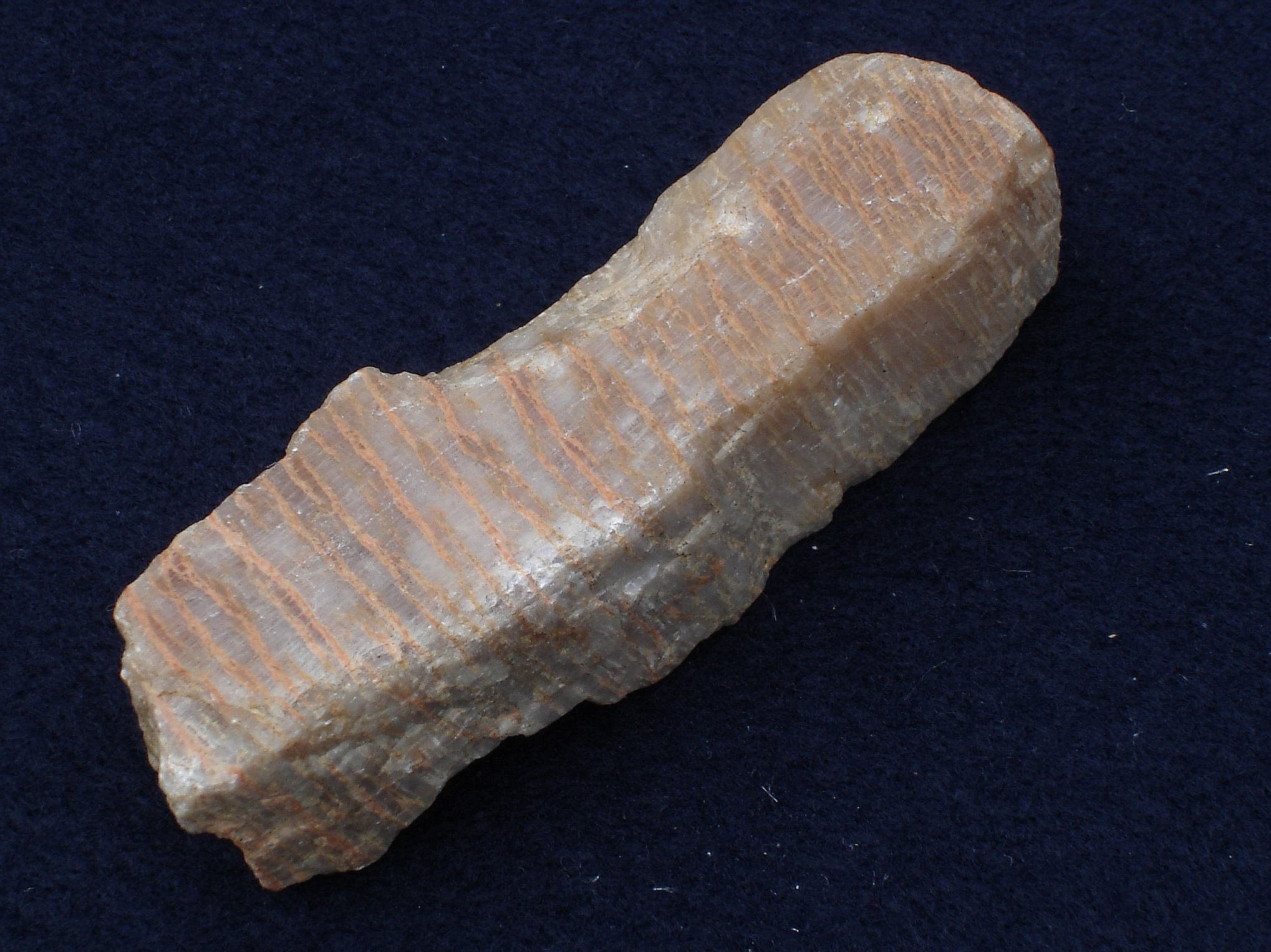
Crecimiento antipertítico de vetas de feldespato potásico intercaladas con vetas de feldespato sódico.

Las pertitas se originan como producto de una mezcla de feldespato potásico y plagioclasa (albita).
Durante el proceso, las pertitas se ubican de forma paralela en bandas más o menos sinuosas. Cuando ocurre en un feldespato potásico, el intercrecimiento de plagioclasa se denomina pertita. Cuando ocurre en una plagioclasa un intercrecimiento de feldespato potásico, se denomina antipertita.